# Casa Quemada, Cortés
Casa Quemada är en ort i Honduras.   Den ligger i departementet Departamento de Cortés, i den västra delen av landet, 150 km nordväst om huvudstaden Tegucigalpa. Casa Quemada ligger 389 meter över havet och antalet invånare är 3 036.
Terrängen runt Casa Quemada är lite bergig. Runt Casa Quemada är det ganska glesbefolkat, med 31 invånare per kvadratkilometer. Närmaste större samhälle är Potrerillos, 18,0 km nordost om Casa Quemada.  